# بغیدید
بغیدید (به عربی: بغیدید) یک روستا در سوریه است که در ناحیه سعن واقع شده‌است. بغیدید ۵۰ نفر جمعیت دارد.